# モンテ・サン・ジョヴァンニ・カンパーノ
モンテ・サン・ジョヴァンニ・カンパーノ（伊: Monte San Giovanni Campano）は、イタリア共和国ラツィオ州フロジノーネ県にある、人口約12,000人の基礎自治体（コムーネ）。

## 地理

### 位置・広がり
フロジノーネ県の中部に位置するコムーネ。県都フロジノーネから東へ14km、カッシーノから西北西へ32km、ローマから東南東へ89kmの距離にある。

#### 隣接コムーネ
隣接するコムーネは以下の通り。
- アルチェ
- アルピーノ
- ボヴィッレ・エルニカ
- カステッリーリ
- フォンターナ・リーリ
- ソーラ
- ストランゴラガッリ
- ヴェーロリ

### 気候分類・地震分類
モンテ・サン・ジョヴァンニ・カンパーノにおけるイタリアの気候分類 (it) および度日は、zona D, 2028 GGである。
また、イタリアの地震リスク階級 (it) では、zona 2A (sismicità media) に分類される。

## 行政

### 山岳部共同体
広域行政組織である山岳部共同体「モンティ・エルニチ山岳部共同体」 (it:Comunità montana Monti Ernici) （事務所所在地: ヴェーロリ）を構成するコムーネの一つである。

### 分離集落
モンテ・サン・ジョヴァンニ・カンパーノには、以下の分離集落（フラツィオーネ）がある。
- Anitrella, Chiaiamari, Colli, La Lucca, Porrino

## 文化・観光
「イタリアの最も美しい村」クラブ加盟コムーネである。